# Лоїс Чайлз
Лоїс Клівленд Чайлз (англ. Lois Cleveland Chiles; нар. 15 квітня 1947, Х'юстон, Техас) — американська акторка та модель.

## Життєпис
Народилася 15 квітня 1947 року у Х'юстоні, Техас, в родині Маріона Клея Чайлза та Барбари Вейн Кіркланд Чайлз. Її дядько — Едді Чайлз (1910—1993), нафтовий магнат та власник баскетбольної команди Техас Рейнджерс. Її двоє братів — Клей Кіркланд Чайлз (помер 1979 року від негоджкінської лімфоми) і Вільям Едмундс Чайлз, президент та генеральний директор Bristow Group Inc. Виросла в місті Еліс, Техас.
Навчалася в Техаському університеті в Остіні та в Finch College в Нью-Йорку, де була помічена співробітником журналу «Glamour». Тоді ж почала працювати моделлю і скоро мала контракти з «Wilhelmina Models» у Нью-Йорку та «Elite Model Management» в Парижі. Вивчала акторську майстерність під керівництвом актора Роя Лондона. Її дебютом у кіно стала стрічка «Разом на кілька днів» 1972 року, де вона зіграла головну жіночу роль. Тоді ж з'явилася у фільмі «Зустріч двох сердець» з Барброю Стрейзанд та Робертом Редфордом. 1974 році зіграла одну з другорядних ролей у фільмі «Великий Гетсбі». 1978 році виконала роль Ліннет Ріджвей-Дойл у фільмі «Смерть на Нілі» за романом Агати Крісті з суперзірковим акторськими складом. 1979 році зіграла астронавта і дівчину Джеймса Бонда доктора Голлі Гудхед у фільмі «Місячний гонщик» з Роджером Муром у головній ролі. Того ж року, після смерті брата, вирішила зробити трирічну перерву. Після повернення виконувала роль Голлі Гарвуд, коханки одного з головних персонажів у серіалі «Даллас», з'явилася у фільмах «Солодка свобода» (1986), «Калейдоскоп жахів 2» (1987), «Теленовини» (1987), у серіалах «Подружжя Гарт», «Вона написала вбивство» та «Няня», проте її кар'єра вже не сягнула попереднього рівня. 1997 році зіграла одну з другорядних ролей у фільмі «Швидкість 2: Контроль над круїзом». Того ж року з'явилася камео у стрічці «Остін Паверс: Міжнародна людина-загадка». 2005 році знялася в двох фінальних епізодах п'ятого сезону серіала «CSI: Місце злочину», написаних і поставлених Квентіном Тарантіно.
Весною 2002 року викладала курс акторської майстерності в Університеті Х'юстона.

## Особисте життя
Наприкінці 1970-х років Чайлз протягом трьох років перебувала у стосунках зі співаком Доном Генлі.
2005 року вступила у шлюб з фінансовим менеджером Річардом Гілдером. Шлюб тривав до смерті чоловіка 12 травня 2020 року в 87-річному віці.

## Вибрана фільмографія
| Рік       |    | Українська назва                        | Оригінальна назва                           | Роль                              |
| --------- | -- | --------------------------------------- | ------------------------------------------- | --------------------------------- |
| 1972      | ф  | Разом на кілька днів                    | Together for Days                           | Шеллі                             |
| 1973      | ф  | Зустріч двох сердець                    | The Way We Were                             | Керол Енн                         |
| 1974      | ф  | Великий Гетсбі                          | The Great Gatsby                            | Джордан Бейкер                    |
| 1978      | ф  | Кома                                    | Coma                                        | Ненсі Грілі                       |
| 1978      | ф  | Смерть на Нілі                          | Death on the Nile                           | Ліннет Ріджвей-Дойл               |
| 1979      | ф  | Місячний гонщик                         | Moonraker                                   | доктор Голлі Гудхед               |
| 1981      | с  | Подружжя Гарт                           | Hart to Hart                                | Мері Скотт                        |
| 1982—1983 | с  | Даллас                                  | Dallas                                      | Голлі Гарвуд                      |
| 1986      | тф | Темні особняки                          | Dark Mansions                               | Джессіка Дрейк                    |
| 1986      | ф  | Солодка свобода                         | Sweet Liberty                               | Леслі                             |
| 1987      | ф  | Калейдоскоп жахів 2                     | Creepshow 2                                 | Енні Ленсінг                      |
| 1987      | ф  | Теленовини                              | Broadcast News                              | Дженніфер Мек                     |
| 1989      | ф  | Скажи хоч щось                          | Say Anything                                | мати Діани                        |
| 1989      | ф  | Смерч                                   | Twister                                     | Вірджинія                         |
| 1990      | с  | Вона написала вбивство                  | Murder, She Wrote                           | Міллі Бінгхем Стаффорд            |
| 1991      | ф  | Коли настане кінець світу               | Bis ans Ende der Welt                       | Ельза Фарбер                      |
| 1991      | ф  | Щоденник найманого вбивці               | Diary of a Hitman                           | Шейла                             |
| 1994      | с  | Закон Лос-Анджелеса                     | L.A. Law                                    | Каміла Грір                       |
| 1895      | ф  | Няня                                    | The Babysitter                              | Берніс Холстен                    |
| 1995      | с  | Фліппер                                 | Flipper                                     | Елісон Ван Ріджн                  |
| 1996      | ф  | Кров, що запеклася                      | Curled                                      | Катріна Брандт                    |
| 1996      | тф | Загадай бажання                         | Wish Upon a Star                            | Мері Міттерміллер, директор школи |
| 1997      | ф  | Блаженство                              | Bliss                                       | Єва                               |
| 1997      | с  | Няня                                    | The Nanny                                   | Ілейн                             |
| 1997      | ф  | Остін Паверс: Міжнародна людина-загадка | Austin Powers: International Man of Mystery | камео                             |
| 1997      | ф  | Швидкість 2: Контроль над круїзом       | Speed 2: Cruise Control                     | Селеста                           |
| 2002      | тф | Увага, батьківський контроль            | Warning: Parental Advisory                  | Сьюзен Бейкер                     |
| 2005      | с  | CSI: Місце злочину                      | CSI: Crime Scene Investigation              | Джуліана Стоукс                   |
| 2006      | ф  | Акваріум                                | Kettle of Fish                              | Джин                              |